# Signal (canción)
«Signal» es una canción grabada por el grupo de chicas surcoreanas Twice. Fue lanzada digitalmente el 15 de mayo de 2017 por JYP Entertainment y distribuida por KT Music, como sencillo promocional de su cuarto extended play homónimo.
La versión japonesa de «Signal», junto con la versión corta del vídeo musical, fue lanzada el 14 de junio de 2017 como un sencillo promocional de su primer álbum compilatorio japonés #Twice. 
La canción recibió su primer premio en los Mnet Asian Music Awards a la canción del año, además de obtener el premio a la Mejor Presentación de Baile para un grupo femenino. 

## Antecedentes
El 1 de mayo de 2017, JYP Entertainment anunció el regreso de Twice con su cuarto EP Signal y su canción con el mismo nombre. El primer teaser del vídeo musical de «Signal» fue publicado en línea el 13 de mayo. Fue lanzado dos días después mediante descarga digital en varios sitios de música.

## Composición
«Signal» fue escrita por Park Jin-young y compuesta por Park y Kairos. Esto marcó la primera colaboración de Twice con el fundador de la agencia. La canción electropop incluye una caja de ritmo programable Roland TR-808 y hi hat incorporando elementos hip hop. Líricamente expresa la frustración de una chica que sigue enviando «señales y señas» para demostrar sus sentimientos por un chico pero pasa inadvertida.

## Posicionamiento en listas

### Semanales
| Lista (2017)                                   | Mejor posición |
| ---------------------------------------------- | -------------- |
| Japón (Japan Hot 100)                          | 4              |
| Filipinas (Philippine Hot 100)                 | 22             |
| Corea del Sur (Gaon)                           | 1              |
| Corea del Sur (K-pop Hot 100)                  | 1              |
| Estados Unidos (Billboard World Digital Songs) | 3              |